# تپه امامزاده کبود گنبد
تپه امامزاده کبود گنبد مربوط به دوره ایلخانی است و در شهرستان ابهر، بخش سلطانیه، دهستان سلطانیه، روستای کبود گنبد، ۹۵۰ متری شمال روستا واقع شده و این اثر در تاریخ ۲۶ دی ۱۳۸۶ با شمارهٔ ثبت ۲۰۵۲۰ به‌عنوان یکی از آثار ملی ایران به ثبت رسیده است.